# Minolta Dynax 9
Die Minolta Dynax 9 (in den USA: Minolta Maxxum 9, in Japan: Minolta α-9) ist eine Kleinbild-Spiegelreflexkamera, die für professionelle Fotografen und engagierte Amateure konzipiert ist. Sie wurde von Minolta am 15. September 1998 anlässlich der photokina und des siebzigjährigen Firmenjubiläums (11. November 1998) angekündigt und am 19. Dezember 1998 in Europa und Asien sowie im April 1999 in den USA vorgestellt. Die Dynax 9 gehört nach der Minolta 9000 AF und Dynax 9xi zur dritten Generation der Profimodelle in Minoltas AF-Spiegelreflexsystem mit A-Bajonett und löste nach sechs Jahren die Dynax 9xi ab. Am 31. März 2006 wurde die Kamera im Rahmen von Konica Minoltas Rückzug vom Fotomarkt abgekündigt. Der offizielle Kundendienst ist am 31. Dezember 2010 ausgelaufen. Als digitaler Nachfolger kann die Sony α900 aus dem Jahre 2008 angesehen werden.
Das im November 1999 vorgestellte Sondermodell Minolta Dynax 9Ti (in den USA: Minolta Maxxum 9Ti, in Japan: Minolta α-9Ti) weist eine Gehäuseschale aus Titan auf und verfügt über modifizierte Gehäuseapplikationen und einen leicht erweiterten Funktionsumfang. Laut Minolta wurde dieses Modell zu Ehren der Verleihung des Japan Camera Grand Prix an die α-9 in einer weltweit limitierten Gesamtauflage von 1000 Stück herausgebracht, davon waren 90 Dynax 9Ti-Exemplare für den deutschen Markt vorgesehen.
Beide Modelle können seit 2003 im Rahmen einer Hardware-Umrüstung um Unterstützung für Objektive mit eingebautem AF-Motor (SSM / SAM) und den ADI-Blitzbetrieb erweitert werden. Darüber hinaus wurden vom Minolta-Service verschiedene kundenspezifische Modifikationen angeboten. Bei vielen Dynax 9-Exemplaren lassen sich nachträglich auch die Sonderfunktionen der Dynax 9Ti freischalten.

## Kurzcharakteristik
Die Minolta Dynax 9 ist eine umfangreich ausgestattete, äußerst robuste Hochleistungs-Spiegelreflexkamera für 35-mm-Kleinbildfilme (Konfektionierung in Patronen vom Typ 135) im Aufnahmeformat 24 mm × 36 mm. Sie verfügt über ein sehr schnelles Autofokussystem und einen eingebauten Filmtransportmotor, der auch ohne zusätzliche Energiequellen bis zu 5,5 Bilder in der Sekunde transportieren kann. Sie erreicht eine kürzeste Verschlusszeit von 1/12.000 Sekunde bei einer X-Blitzsynchronzeit von einer 1⁄300 Sekunde. Die längste einstellbare Verschlusszeit beträgt 30 s (plus BULB). Der von der Kamera unterstützte Blendeneinstellbereich reicht von ƒ1 bis ƒ64.
Das staub- und feuchtigkeitsgeschützte Gehäuse ist mit Gummidichtungen versiegelt. Bei der Dynax 9 besteht es aus einem korrosionsbeständigen X5CrNi18-10-Edelstahl (Typ S 30400 / AISI 304 / SUS 304 / WNr. 1.4301 aka V2A), der mit einem schwarzen UV-gehärteten Polymer beschichtet ist. Das champagnerfarbene Sondermodell Dynax 9Ti verwendet stattdessen eine Gehäuseschale aus einer Titanlegierung. Die Bodenplatte aus Zinkdruckguss (bzw. bei der Dynax 9Ti aus einer Magnesiumlegierung) ist bei beiden Modellen gummiarmiert; der Spiegelkasten besteht aus rostfreiem Stahl und Zinkdruckguss. Das Bajonett aus rostfreiem schmiermittelimprägnierten Edelstahl verfügt über keine spezielle Dichtung zum Objektiv. Statt der lederähnlichen Beschichtung des Griffstücks bei der Dynax 9 wurde bei der Dynax 9Ti auf ein weicheres und besonders griffiges Gummi zurückgegriffen.
Der extrem schnelle und vibrationsarme, vertikal ablaufende Schlitzverschluss, dessen Lamellen zum Teil aus kohlenstofffaserverstärktem Epoxydharz bestehen, basiert auf dem Verschluss, der bereits in der Dynax 9xi eingesetzt wurde, galt schon dort als sehr zuverlässig und markiert bis heute einen Weltrekord, was die Geschwindigkeit angeht. Er ist laut Minolta für 100.000 Auslösungen ausgelegt. In der Praxis ist besonders die sehr kurze Blitzsynchronzeit für Blitzaufnahmen bei Tageslicht, von bewegten Motiven und mit hochgeöffneten Objektiven nützlich; die 1⁄12.000 Sekunde wird nur bei extremen Aufnahmebedingungen benötigt, beispielsweise wenn bei starkem Sonnenlicht mit Offenblende auf hochempfindlichem Film fotografiert wird. Bei bereits eingeschalteten Messsystemen erreicht die Kamera eine Auslöseverzögerung von ca. 90 Millisekunden vom Durchdrücken des Auslösers bis zum Öffnen des Verschlussvorhangs.
Der als Zubehör erhältliche, ergonomisch geformte Hochformatfunktionsgriff VC-9 besteht aus X6Cr17-Edelstahl (Typ S 43000 / AISI 430 / SUS 430 / WNr. 1.4016) (470 Gramm ohne Batterien). Für die Dynax 9Ti gab es in Japan eine funktionsgleiche Variante VC-9M aus einer leichteren Magnesiumlegierung (entsprechend 263 Gramm).
Das nackte Kameragehäuse der Dynax 9 wiegt ohne Objektiv und Batterien 910 Gramm). (825 Gramm bei der Dynax 9Ti Mit dem Teleobjektiv Minolta AF Apo Tele Zoom 1:2,8/80-200 mm, Akkus und Hochformatfunktionsgriff VC-9 bringt die aufnahmefähige Kamerakombination dann rund 2,9 Kilogramm auf die Waage.
Designmäßig übernimmt die Dynax 9 Elemente der Formensprache der Minolta XM Motor von 1976.

## Bedienkonzept und Ergonomie

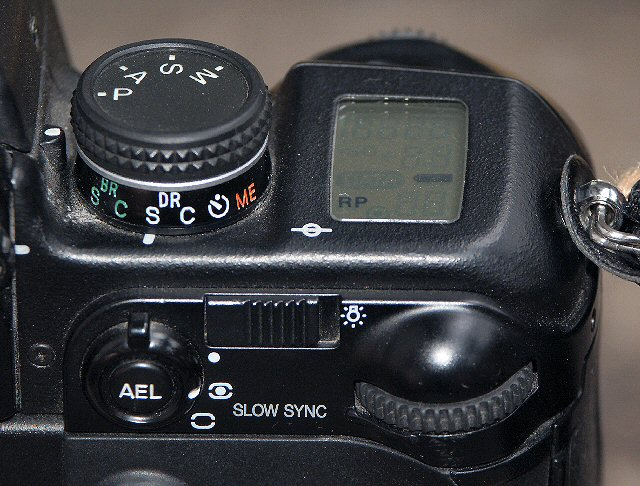
Kontrollelemente auf der Rückseite: Drehknopf für Belichtungsfunktionen, Drehring für Filmtransportfunktionen, Datenmonitor, AEL-Taste mit Belichtungsmessmethodenwähler, Schieber für Monitorbeleuchtung und Blitzverhältnissteuerung sowie hinteres Einstellrad

Im Entwurf des Bedienkonzepts ist gegenüber dem Vorgängermodell Dynax 9xi aus dem Jahr 1992 eine vollständige Kehrtwendung festzustellen. Während die Dynax 9xi überwiegend über Tasten bedient wurde, setzt die Dynax 9 durchgängig ein analoges Bedienkonzept um: Alle häufig benötigten Funktionen sind unmittelbar über Drehknöpfe oder Einstellräder erreichbar; es gibt kaum doppelt belegte Tasten und keine verschachtelten Menüstrukturen.
Durch die Orientierung an analogen, „erfühlbaren“ Bedienelementen und Taktilität sollte die Ergonomie gegenüber dem Vorgängermodell, der Dynax 9xi verbessert werden. Diese Philosophie findet sich in leicht abgewandelter Form auch bei der späteren Dynax 7 (2000) und Dynax 7D (2004) wieder.
Neben Verschlusszeit und Blendenzahl werden auch die anderen Parameter der einzelnen Kamerafunktionen über die zwei Einstell- oder Wahlräder justiert. Das vordere Rad bedient man mit dem Zeige- oder Mittelfinger, das hintere mit dem Daumen der rechten Hand. Stützt man das Objektiv mit der linken Hand ab, können beide Räder bedient werden, ohne die Kamera vom Auge absetzen zu müssen; hält man die Kamera nur in der rechten Hand, kann ohne Übung oder Handschlaufe nur das vordere Einstellrad bedient werden, da Daumen und Handballen die Kamera stützen; dafür ist extra eine Daumenstütze vorgesehen.
Die Belegung der Einstellräder ist über die Individualfunktionen 18 und 19 an Benutzervorlieben anpassbar; auch eine logische Vertauschung von vorderem und hinterem Einstellrad ist möglich. Gegen versehentliche Betätigung können die Einstellräder bei Bedarf auch komplett gesperrt (Individualfunktion 15, s. u.), bei der Dynax 9Ti auch an die Aktivierung der Belichtungssysteme der Kamera gekoppelt werden (Individualfunktion 23).

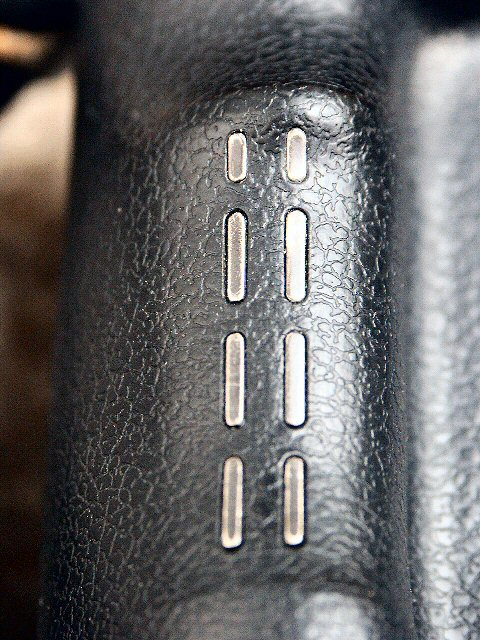
Griffsensor

Das Fotografieren mit der Dynax 9 beginnt mit zwei Minolta-Spezialitäten: Nimmt man die eingeschaltete Kamera in die Hand, stellt die Kamera dies durch eine Messung der Hautleitfähigkeit über einen Griffsensor fest und schaltet die Kamera in Aufnahmebereitschaft. Dies funktioniert ausgezeichnet, solange der Fotograf keine Handschuhe trägt.

Die Belichtungsmessung und Autofokus (AF) werden dabei noch nicht aktiviert. Dies erfolgt erst über den Eye-Start-Sensor am Sucherokular oder das Antippen des Auslösers. 

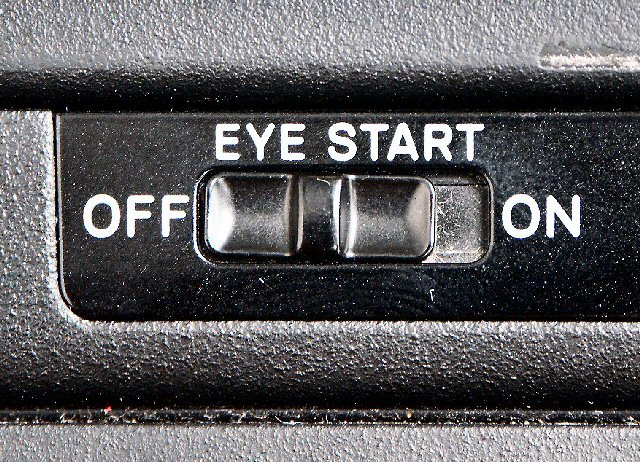
Eye-Start-Schalter

 Durch die Kombination aus IR-Sender und -Empfänger in Form einer Reflexlichtschranke kann die Kamera die Annäherung ans Auge feststellen. Diese Funktion ist allerdings umstritten, in den Worten des Fachautors Thomas Maschke: „Am Eye-Start scheiden sich die Geister.“ Um den Stromverbrauch zu minimieren und eine unbeabsichtigte Aktivierung der Kamera zu verhindern wird der Eye-Start-Sensor normalerweise erst über den Griffsensor zugeschaltet; die Kamera kann über die Individualfunktion 7 bei Bedarf jedoch auch so konfiguriert werden, dass der Eye-Start-Sensor sofort aktiviert wird, sobald die Kamera über den Hauptschalter eingeschaltet wird. Wie fast alle Funktionen kann der Eye-Start mit einem Handgriff auch ganz abgeschaltet werden, beispielsweise wenn die Erkennung in Verbindung mit einer Sonnenbrille nicht zuverlässig funktioniert. Der Schiebeschalter lässt sich über die Individualfunktion 15 (s. o.) auch zu einer Verriegelung für die Einstellräder umwidmen.
Zur Vermeidung von Erschütterungen beim Auslösen besitzt der zweistufige Auslöser der Dynax 9 keinen harten Klickdruckpunkt, sondern lässt sich gegen einen leicht zunehmenden Widerstand fast gleichmäßig durchdrücken. Das Verhalten des Eye-Starts entspricht dabei logisch in etwa dem früheren dreistufigen Sensorauslöser der Minolta 9000 AF, mit dem durch unterschiedlich starken Druck zwischen den Betriebsarten AF-C und AF-S umgeschaltet werden konnte.
Ein möglicher Nachteil des mechanisch-taktilen Bedienkonzepts für weniger erfahrene Anwender kann darin gesehen werden, dass die Dynax 9 anders als viele andere moderne Kameras mit elektronisch-digitalem Bedienkonzept nicht über eine sogenannte „Paniktaste“ verfügt. Damit wird gewöhnlich die Kamera auf Knopfdruck in einen definierten Zustand, meist Vollautomatik mit Standardeinstellungen, zurückversetzt. Mechanische Kontrollelemente lassen sich naturgemäß nicht elektronisch zurücksetzen.
Die mechanischen Einstellungen lassen dafür zweifelsfrei die eingestellten Funktionen optisch und taktil erkennen. Die Beschriftung der Drehknöpfe für die Belichtungsautomatik und die Belichtungskorrektur ist bei der Dynax 9 mit Phosphoreszenzfarbe hintergelegt und leuchtet dadurch bei Dunkelheit grünlich nach; bei der Dynax 9Ti ist die Schalterposition stattdessen durch eine Reliefstruktur auf den Kappen ertastbar.

## Ausstattung
Die Dynax 9 richtet sich hinsichtlich ihrer Ausstattung an anspruchsvolle Fotografen, die eine hohe Funktionalität erwarten, und konkurriert in diesem Segment nur mit wenigen anderen Kameras.

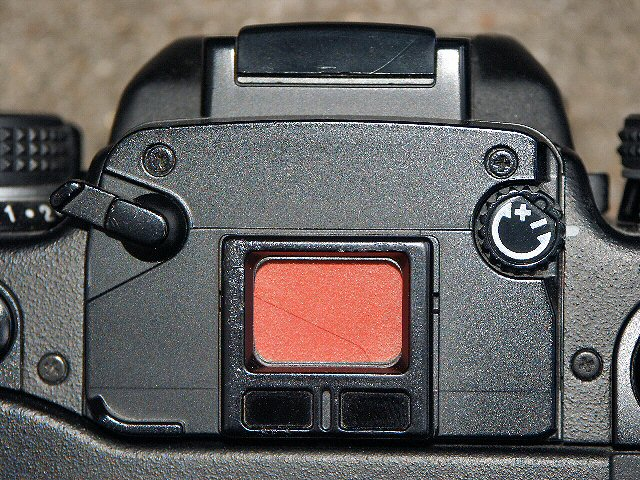
Dioptrienausgleichsrad und Okularverschluss am Sucher (hier mit rotem Indikator bei geschlossenem Okular und ohne Augenmuschel EC-9)

Der Vollformatsucher – einer der ganz wenigen 100-Prozent-Sucher bei AF-Spiegelreflexkameras überhaupt – bietet mit einer Vergrößerung von 0,73× ein sehr helles, klares und großes Sucherbild; er ist als High-Eyepoint-Sucher für einen Augenabstand von bis zu 22,1 mm ausgelegt, der sich auch von Brillenträgern noch recht gut überblicken lässt. In überarbeiteter Form findet sich eine solch aufwendige Konstruktion erst bei der Sony α900 wieder. Der Sucher kann mit einer Daumenbewegung mit einem eingebauten Okularverschluss abgedeckt werden und verfügt über einen einstellbaren Dioptrienausgleich (−3,0 bis +1,0 Dioptrien). Zusätzliche Augenkorrekturlinsen (für einen Gesamtkorrekturumfang von −5,6 bis +5,4 Dioptrien) lassen sich in den Okularrahmen einschnappen, darüber hinaus kann man die als Zubehör erhältliche klappbare 2,3× Sucherlupe Vn und den rotierbaren Winkelsucher Vn mit umschaltbarer Vergrößerung von 1,0× / 2,0× montieren. Sechs vom Benutzer selbst wechselbare Acute-Matte-Einstellscheiben werden unterstützt: 9 G (Standardscheibe mit sphärischen Mikrowaben), 9 L (mit Gitterlinien), 9 S (mit Fadenkreuz und Maßstabskalen), 9 M (körnigere Variante der G mit super-sphärischen Mikrowaben für die manuelle Fokussierung), 9 ML (Kombination aus M und L), 9 Mii (noch körnigere Sondermattscheibe).
In den Sucher werden nur die notwendigen Informationen eingeblendet (grün selbstleuchtend). Dies schafft zwar Übersicht, die Kamera muss jedoch gelegentlich auch vom Auge genommen werden, um spezielle Einstellungen im Datenmonitor zu kontrollieren.
Neben dem Sucher wird der Fotograf über einen LCD-Datenmonitor auf der Gehäuseoberseite mit Statusinformationen versorgt; die Anzeige umfasst in sieben Feldern übersichtlich Verschlusszeit, Blende, Filmempfindlichkeit, Belichtungskorrektur, AF-Messfeldwahl, Filmtransportgeschwindigkeit, Selbstauslöservorlauf, Bildzahl und Stufung bei (Blitz-)Belichtungsreihen, Bildnummer einer Belichtungsreihe oder Mehrfachbelichtung, Datenspeicherungsindikator, Datenspeicherbereich und Datenabruf, Individualfunktion und Optionsnummer, Batteriezustand, Bildzählwerk, Filmladekontrolle, Indikator für Filmtransport und -rückspulung sowie für Auslösepriorität („RP“, engl. Release Priority). Mit einem Schiebetaster an der rechten Seite der Rückwand lässt sich bei Bedarf eine grünliche Hintergrundbeleuchtung für den Datenmonitor zuschalten; bei Blitzaufnahmen mit mehreren Systemblitzgeräten hat dieser Schieber eine Zweitfunktion zur Aktivierung der Blitzverhältnissteuerung.
In der Aufnahmepraxis gilt die Anzeige des Datenmonitors als sehr aufgeräumt und funktional, da sie nur die jeweils relevanten Parameter, im Normalfall Batterie- und Filmstatus, Zeit und Blende anzeigt. Alle anderen Parameter können an den analogen Kontrollelementen auf einen Blick abgelesen oder – zumindest teilweise – auch ertastet werden.
Auf der linken Gehäuseseite befindet sich neben dem Objektivbajonett ein Schalter zum Wechsel zwischen automatischer (AF) und manueller Fokussierung (MF aka „M“), direkt darüber die Objektiventriegelungstaste sowie schräg darunter ein Drehwähler für die Fokusbetriebarten AF-S, AF-A und AF-C (s. u.). Rechts des Objektivbajonetts befindet sich die in dieser Kameraklasse obligatorische Abblendtaste für die Schärfentiefevorschau. Die Logik hinter dieser Anordnung besteht darin, dass sich die zu Optik und Fokussierung gehörigen Bedienelemente auch tatsächlich in der Nähe des Objektivs befinden.

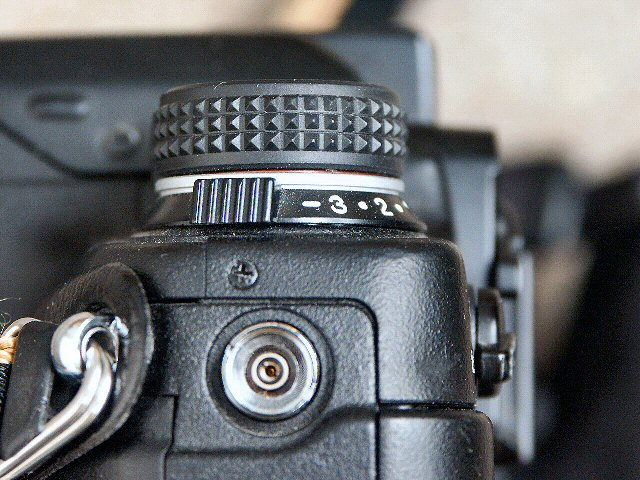
Blitzsynchronanschluss (hier ohne Schraubkappe), darüber linker Drehknopf und Drehring für Belichtungskorrekturen

Ein genormter Blitzsynchronanschluss befindet sich an der linken, ein Fernsteuerungsanschluss an der rechten Gehäuseseite und ein proprietärer Minolta-Zubehör- beziehungsweise Blitzschuh ist auf der Gehäuseoberseite zu finden. Hier können externe Blitzgeräte oder Zubehör wie Blitzkabel, die drahtlose Fernbedienung IR-1(n) oder der Nahaufnahmediffusor CD-1000 aufgesteckt werden.
Auf den Zubehörschuh werden nicht nur externe Blitzgeräte oder der externe Wireless Remote Flash Controller aufgesetzt, sondern beispielsweise auch die als externes Zubehör erhältliche drahtlose IR-Fernbedienung IR-1(n), über deren unsichtbare Steuerblitze die Kamera aus einer Entfernung von bis zu 60 Metern ausgelöst werden kann. Darüber können drei Kameragruppen unabhängig voneinander ferngesteuert werden. Allerdings ist die IR-1(n) kein Funkauslöser, es muss also immer Sichtkontakt zwischen Empfangseinheit und IR-Auslöser bestehen. In der Praxis funktioniert das in Innenräumen zuverlässig auch um Ecken und durch kleinere Hindernisse hindurch.
Die Kamera verfügt in Verbindung mit dem Selbstauslöser über eine Möglichkeit zur Spiegelvorauslösung für besonders erschütterungs- und geräuscharme Auslösungen. Eine in der Makrofotografie wichtige Filmebenenmarkierung als Bezugspunkt für Entfernungsmessungen ist auf der Gehäuseoberseite eingraviert. Die Kamera besitzt einen metallgefassten Stativanschluss, der in Flucht der optischen Achse auf der Kameraunterseite angeordnet ist. Zur Montage von Kamerariemen und Handschlaufen stehen drei stabile im Chassis verankerte Riemenösen zur Verfügung, zwei links und rechts an der Kameraoberseite und eine unterhalb des Griffstücks. Darüber ist eine unabhängige und gleichzeitige Montage von bis zu zwei Handschlaufen vom Typ HS-1 an Kamera und Hochformatfunktionsgriff VC-9, der ebenfalls über zwei Riemenösen verfügt, möglich, was sicheren Halt in allen Einsatzsituationen und eine besonders schnelle Montage und Demontage des Griffs erlaubt. Auch die Tatsache, dass die Kamerabatterien dabei in der Kamera verbleiben können, trägt zur einfachen Handhabung und besonders platzsparenden Verstaubarkeit des Hochformatfunktionsgriffs bei – letzteres ein Konzept, das Sony erst 2012 bei Hochformatgriff VG-C99AM der SLT-A99V wieder aufgegriffen hat.
Die Kamera zeichnet sich auch durch andere Detaillösungen aus: So arbeitet der Blitzsynchronanschluss mit Studioblitzanlagen mit positiver wie negativer Polarität (bis zu ein Zündkreisspannung von 400 Volt) zusammen und ist durch eine aufschraubbare Kappe geschützt, selten benötigte Spezialfunktionen sind hinter einem aufklappbaren und federverriegelten „Türchen“ zugänglich, der Fernsteuerungsanschluss verbirgt sich hinter einer verschiebbaren unverlierbaren Klappe, die Rückwand ist mit einem Dreh- und Klappverschluss vor dem versehentlichen Öffnen zuverlässig geschützt, und zur Erhöhung des Tragekomforts sind die oberen beiden Riemenösen mit beweglichen dreieckigen Ringen und Kunstlederstreifen versehen.

## Belichtungssystem

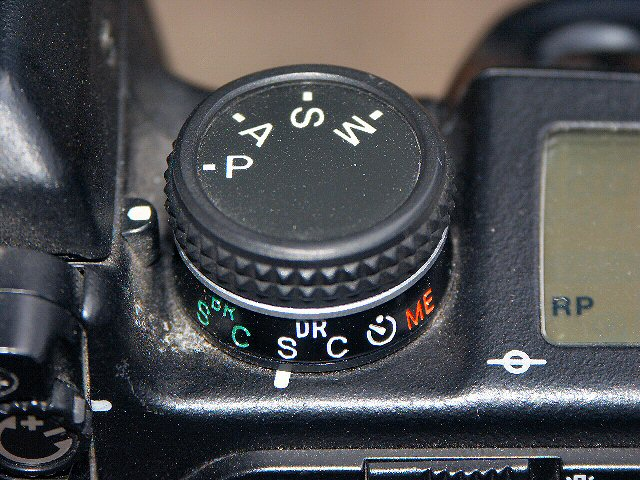
Drehknopf für Belichtungsfunktionen und Drehring für Filmtransportfunktionen, daneben Filmebenenmarkierung

Auch die Palette an Belichtungsfunktionen ist relativ komplett. Über den rechten der beiden Drehknöpfe kann das Belichtungsprogramm gewählt werden; in Verbindung mit Systemobjektiven stehen bei Offenblendmessung Zeitvorwahl (Blendenautomatik, „S“ von engl. Shutter Priority) und Blendenvorwahl (Zeitautomatik, „A“ von engl. Aperture Priority), Programmautomatik („P“ von engl. Program) sowie manuelle Belichtungssteuerung mit Nachführbelichtungsmessung („M“ von engl. Manual) zur Verfügung.
Die Programmautomatik ist voll verschiebbar, sobald die Individualfunktion 18 auf den Wert 2 gesetzt ist. Der sogenannte „kreative“ Program Shift bedeutet, dass mit den hinteren beziehungsweise vorderen Einstellrädern die von der Programmautomatik bestimmte Zeit-/Blendenkombination beliebig „verschoben“ werden kann; die Dynax 9 kennt dabei zwei Modi: Verschlusszeitenpriorität (Ps) und Blendenpriorität (Pa). In Verbindung mit der Belichtungskorrektur (linker Drehknopf) erlangt der Fotograf auch beim Fotografieren mit Programmautomatik die volle Kontrolle über die Belichtung. Die Dynax 9Ti bietet in diesem Bereich noch mehr Flexibilität in der Konfiguration; dort kann wahlweise eines der Einstellräder u. a. auch mit Pa oder Ps belegt werden, das andere mit der Belichtungskorrektur.
Motivprogramme bietet die Dynax 9 angesichts ihrer Ausrichtung auf professionell arbeitende Fotografen nicht. Die Belichtungsprogramme sind – verglichen mit älteren Kameragenerationen – recht ausgefeilt. Sie berücksichtigen neben Motivhelligkeit und Objektivdaten auch die Art des Motivs; mit Fuzzy-Logik versucht die Kamera, typische Motivsituationen wie Landschafts-, Porträt-, Nah- oder Sportaufnahmen zu erkennen.
Mit der „AEL“-Taste (engl. für Automatic Exposure Lock) kann ein Messwert gespeichert und anschließend der Bildausschnitt beliebig gewählt werden. Wird die Belichtungsspeicherung im „M“-Modus aktiviert, wirkt dies beim Verstellen von Zeit oder Blende wie ein Program Shift, d. h. der jeweils andere Wert wird praktischerweise entgegengesetzt verschoben, so dass die Belichtung sich nicht verändert (sogenannter Manual Shift). Die „AEL“-Taste kann zwischen Tast- und Rastverhalten umgestellt werden.
Als Dauerlicht-Belichtungsmessarten stehen eine „intelligente“ 14-Zonen-Mehrfeldmessung, mittenbetonte Integralmessung sowie Spot-Messung zur Auswahl, die durch einen Dreiwegeschalter an der rechten Rückseite komfortabel mit dem Daumen umgeschaltet werden können:
Die Spot-Messung wird im Sucher durch einen Spot-Messkreis mit einem Durchmesser von 5,5 mm markiert. Er erfasst etwa 2,7 % der Bildfläche und ermöglicht so eine äußerst präzise Belichtungsmessung (Messbereich 3 bis 20 EV).
Die mittenbetonte Integralmessung bringt 80 % der gemessenen Belichtung aus dem von den drei zentralen Messwaben begrenzten Bildzentrum sowie 20 % aus den umgebenden Bereichen ein (Messbereich 0 bis 20 EV).
Die Mehrfeldmessung – von Minolta Wabenfeld-Mehrzonenmessung bzw. Honeycomb-Pattern Metering genannt – misst in 13 sechseckigen Wabensegmenten und einem Hintergrundsegment (Messbereich 0 bis 20 EV); sie ist an den Autofokus gekoppelt und gewichtet die als bildwichtig erkannten Segmente (u. a. die, auf die scharfgestellt wurde). Dieser Messmodus kann komplizierte Aufnahmesituationen wie Gegenlicht oder hohe Motivkontraste mit hoher Treffsicherheit erkennen, noch sicherer ist jedoch eine gezielte Spot-Messung. Wird die Kamera auf manuelle Fokussierung umgestellt, so schaltet die Kamera wegen der fehlenden Entfernungsinformationen trotz gewählter Betriebsart Mehrfeldmessung auf mittenbetonte Integralmessung zurück, sofern das jeweilige Gehäuse nicht über das SSM-/ADI-Upgrade verfügt und ein Objektiv mit eingebautem Entfernungsencoder montiert ist.
In Verbindung mit der AF-gekoppelten Mehrfeldmessung wird die Belichtungsmessung in den Betriebsarten AF-S und AF-A bei Erreichen der Schärfebestätigung automatisch eingefroren, die Messung kann aber durch kurzes Neuantippen des Auslösers erneuert werden. Ohne Schärfebestätigung, in den Betriebsarten AF-C und MF sowie in mittenbetonter Integralmessung und Spot-Messung wird die Belichtung hingegen nur beim Druck auf die „AEL“-Taste gespeichert.
In Verbindung mit nicht elektrisch gekoppelten Fremdobjektiven und -adaptern arbeitet die Kamera in Arbeitsblendenmessung und stellt Zeitautomatik und manuelle Belichtungssteuerung in Kombination mit mittenbetonter Integralmessung und Spot-Messung zur Verfügung. Gegebenenfalls muss vorher über die Individualfunktion 16 die „Auslösesperre ohne angesetztes Objektiv“ deaktiviert werden.

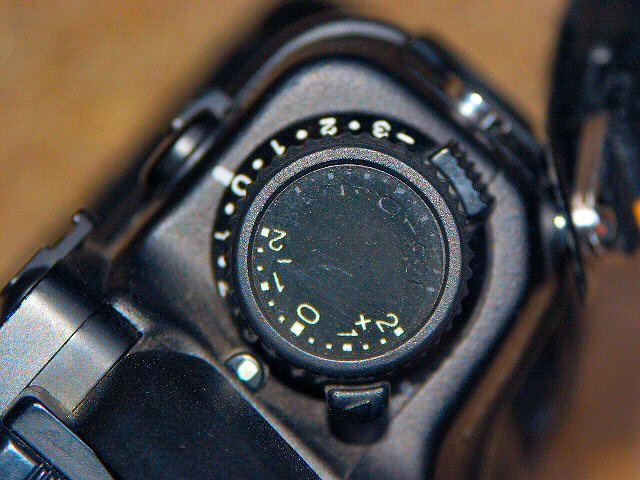
Drehknopf für Belichtungskorrektur (mit Arretierung) und Drehring für Blitzbelichtungskorrektur

Der Dynax 9 fehlt eine spezielle Lichter- oder Schattenmessung, wie sie noch die Minolta 9000 AF besaß. Stattdessen muss die manuelle Belichtungskorrektur bemüht werden, die über den linken der beiden Drehknöpfe um ± 2 beziehungsweise ± 3 EV modifiziert wird. Die Schrittweite der Belichtungskorrektur kann durch Anheben und Drehen des Belichtungskorrekturrades um 180° zwischen 0,3 und 0,5 EV umgeschaltet werden; der Drehknopf kann dabei bei Bedarf mit einem Sperrhebel arretiert werden.
Einen mit der Lichter- und Schattenmessung der Minolta 9000 AF vergleichbaren Effekt erzielt man durch Einsteuern von etwa ± 2 1⁄2 Belichtungsstufen (EV), denn die Lichtermessung der 9000 AF entsprach einer fixen Belichtungskorrektur um +2,3 EV, die Schattenmessung einer Korrektur um −2,7 EV. Wird die Belichtungskorrektur über die Individualfunktion 18 auf eines der Einstellräder gelegt, können diese Werte exakt eingestellt werden, da bei dieser Methode auch in 1⁄3 EV-Stufung ein Korrekturumfang von ± 3 EV möglich ist; über den dedizierten Drehknopf ist man auf ± 3 EV bei 1⁄2 EV-Stufung und ± 2 EV bei 1⁄3 EV-Stufung beschränkt.
Neben der normalen Belichtungskorrektur verfügt die Dynax 9 auch über eine davon unabhängig wirkende Blitzbelichtungskorrektur. Diese wird über einen Drehring unterhalb des Drehknopfes für die Belichtungskorrektur im Bereich ± 3 EV in 1⁄2 EV-Stufung justiert. Im Gegensatz zu letzterer kann dieser Drehring jedoch nicht arretiert werden.
Eine Spezialität der Dynax 9 ist der Belichtungsindikator (engl. Meter Index), der als analoge Skala rechts in den Sucher eingeblendet wird. Er visualisiert auf einer Skala die Differenz zwischen einem fixierten Messwert und der aktuellen Messung oder zeigt die eingestellte Belichtungskorrektur an. Eine derartige Funktion ist bekannt von Handbelichtungsmessern, aber bisher einzigartig bei einer Spiegelreflexkamera.

## Autofokussystem
Wie bei allen Kleinbild-Autofokus-Spiegelreflexkameras von Minolta befindet sich der AF-Motor im Kameragehäuse („Stangen-AF“) und nicht im Objektiv (wie bei Canons EOS-Modellen), allerdings bieten Minolta und Sony seit dem Jahr 2003 auch Objektive mit integriertem AF-Motor an. Die 1998 und 1999 vorgestellten Dynax 9- und Dynax 9Ti-Modelle waren die letzten Gehäuse im System, die diese neuartigen SSM- (engl. Super-Sonic Wave) und SAM-Objektive (engl. Smooth AF Motor) nicht schon direkt ab Werk unterstützten, mit manueller Scharfstellung und Schärfebestätigung im Sucher können sie jedoch auch an diesen Gehäusen verwendet werden. Die Unterstützung für SSM bzw. SAM (und dazu kompatible Objektivtypen von Fremdanbietern) kann bei beiden Gehäusen mit dem sog. SSM-/ADI-Upgrade vom Service nachgerüstet werden (s. u.).

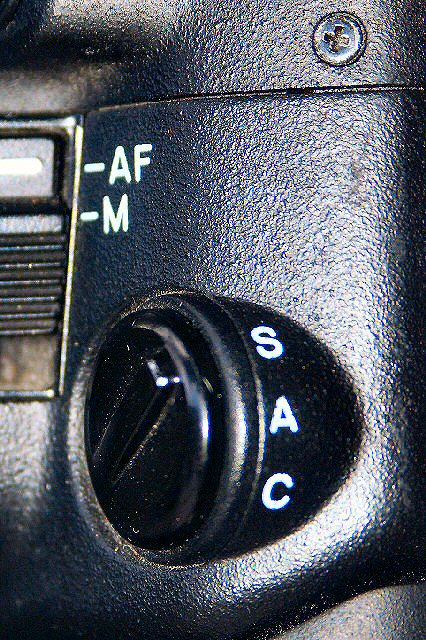
Dreiwege-Schalter für AF-Modus

Die Schärfemessung der Dynax 9 basiert auf drei CCD-Sensoren, darunter einem zentralen Kreuzsensor. Der Autofokus durch das Objektiv funktioniert nach dem Prinzip der passiven Phasendetektion, es handelt sich also nicht um einen (langsamen) Video-Autofokus, wie ihn viele aktuelle Digitalkameras verwenden.
Das System ist als Allrichtungs-Prädiktionsautofokus (engl. Omni-Dimensional Predictive Focus Control) konzipiert, der versucht, vorausschauend festzustellen, in welchem Abstand sich das (bewegte) Motiv im Moment der Aufnahme befinden wird. Dieses weitgehend zuverlässig funktionierende System vermeidet das ziellose Durchfahren des Fokussierbereichs, wie man es bei AF-Kameras früherer Generationen oder auch bei heutigen Video-AFs häufig beobachten kann, hat aber seine Grenzen in Aufnahmesituationen, bei denen sich das Motiv in einer nicht voraussehbaren Weise bewegt (beispielsweise ein hakenschlagender Hase auf der Flucht). Durch eine optimierte Ansteuerung wurde die Geräuschentwicklung des Autofokusantriebs gegenüber früheren Kameramodellen trotz deutlich höherer Geschwindigkeit reduziert. Die Kamera zählt neben der Dynax 7 und der Sony α900 zu den schnellsten AF-Kameras des Systems. Die Fokussiergeschwindigkeit lässt sich bei Bedarf über die Individualfunktion 17 begrenzen, was beispielsweise in der Makrofotografie nützlich ist oder um die Geräuschkulisse in Verbindung mit herkömmlichen Objektiven weiter einzudämmen.
Der gleiche Minolta-Kreuzsensor wurde auch von Hasselblad in der H1 (2002) eingesetzt, die in Japan auch als Fujifilm GX645AF Professional vermarktet wurde; Hasselblad verzichtete dabei allerdings auf weitere AF-Sensoren, da man dort die Ansicht vertrat, nur der Fotograf selbst – und nicht die Kameraelektronik – solle den Schärfepunkt bestimmen. Nach Testberichten arbeitet das AF-System selbst mit nur diesem einen Minolta-Sensor „erstaunlich schnell und zuverlässig“ (ColorFoto 12/2002, S. 43). Laut Herstellerangaben verarbeitet die Dynax 9 Bewegungsmuster von bis zu 15 Millimeter / Sekunde in der Filmebene; in Verbindung mit dem Minolta-Objektiv AF Apo Tele 2,8/300 mm lassen sich damit z. B. 40 km/h schnelle Objekte bis zu einer Entfernung von 8 Metern zur Kamera verfolgen.
Bei schwachem Licht sorgen Messblitze aus einer roten Dreistrahl-LED (die auch als zweistufiger Statusindikator während des Selbstauslöserablaufs dient) in einem Arbeitsbereich von 0,7 bis 7 Metern auch bei weniger als −1 EV (also weniger als 0,06 cd/m²) für scharfe Aufnahmen – vorausgesetzt, der Fotograf nimmt das Bild nicht aus freier Hand auf. In der Autofokusbetriebsart AF-C sowie in Verbindung mit Teleobjektiven ab einer Brennweite von 300 mm oder dem Lupenobjektiv AF Macro Zoom 3×-1× bleibt das AF-Hilfslicht (engl. AF Illuminator) deaktiviert; bei der Dynax 9Ti lässt es sich darüber hinaus auch über die Individualfunktion 22 abschalten. Wird ein Blitzgerät mit integriertem AF-Hilfslicht auf der Kamera montiert, so übernimmt dieses in der Regel die Funktion des eingebauten AF-Hilfslichts.
Das AF-System der Kamera beherrscht drei Modi: einen statischen Speicherautofokus (AF-S aka „S“), einen kontinuierlich nachgeführten Autofokus (AF-C aka „C“) sowie eine Automatikfunktion (AF-A aka „A“), bei der die Kamera selbständig einen der beiden Basismodi auswählt. Der AF-Modus wird durch einen Dreiwegeschalter an der Vorderseite des Gehäuses gewählt, wo er mit der linken Hand auch ohne Blickkontakt umgeschaltet werden kann. Bei aktiviertem Eye-Start arbeitet die Kamera immer in AF-C und mit langsamer Fokussiergeschwindigkeit, solange der Auslöser noch nicht angedrückt wurde.
Die von der Kamera bestimmte Scharfstellung wird im Sucher signalisiert und kann durch Andrücken des Auslösers gespeichert werden. In Verbindung mit der Speicherung einer Belichtungsmessung durch Drücken der "AEL"-Taste an der Gehäuserückseite hat der Fotograf also durch Drücken von zwei Knöpfen größtmögliche Freiheit bei der Bildgestaltung.
Durch die "AF"-Taste auf der rechten Kamerarückseite kann man – je nachdem, wie man diese Taste mit Individualfunktion 9 konfiguriert hat – entweder gezielt ein AF-Messfeld anwählen, oder einen Spot-AF mit dem mittleren Sensor erzwingen. Welches AF-Messfeld aktiv ist, zeigt die Dynax 9 im Sucher an.

## Filmtransport
Die Dynax 9 verfügt zum Filmtransport über einen eingebauten kernlosen Elektromotor, über den der Film automatisch eingefädelt, registergenau transportiert und zurückgespult wird; eine Möglichkeit zum manuellen Zurückspulen des Filmes, wie sie noch die Minolta 9000 AF von 1985 bot, gibt es nicht mehr; ohne Strom kommt man verlustfrei nur in einer Dunkelkammer bzw. mit einem Wechselsack an einen noch nicht zurückgespulten Film heran. Die Filmvorschubkontrolle geschieht dabei schlupffrei elektromechanisch, sodass die Kamera auch für Infrarotfilme geeignet ist (eine spezielle IR-Filmandruckplatte ohne „Vertiefungen“ war zeitweise vom Minolta-Service verfügbar, ist aber vergriffen). Die Filmempfindlichkeit wird bei DX-kodierten Filmen elektronisch abgetastet und eingestellt, kann aber manuell übersteuert werden. Über die Individualfunktion 4 lässt sich konfigurieren, ob eine einmal verstellte Filmempfindlichkeit beim Einlegen eines neuen Films mit gleicher DX-Empfindlichkeit beibehalten oder auf den DX-kodierten Wert zurückgesetzt werden soll. Ebenso ist für DX-kodierte Filme über die Individualfunktion 8 einstellbar, ob das Filmzählwerk vorwärts oder rückwärts zählt. Für die letzten neun Aufnahmen wird im Sucher ein Count-Down als Warnung vor dem nahenden Filmende angezeigt.
Die Kamera beherrscht sechs verschiedene Filmtransportmodi, die am rechten Drehring unterhalb des Drehknopfes für die Belichtungsprogramme angewählt werden:
1. Einzelbildauslösung („DR-S“, engl. Drive Single);
2. Dauerbildauslösung („DR-C“, engl. Drive Continuous) mit bis zu 4,5 Bildern pro Sekunde bei Autofokus oder 5,5 Bildern pro Sekunde bei manueller Fokussierung;
3. Belichtungsreihe (bzw. Blitzbelichtungsreihe) mit Einzelbildauslösung („BR-S“, engl. Bracketing Single);
4. Belichtungsreihe mit Dauerbildauslösung („BR-C“, engl. Bracketing Continuous);
5. Selbstauslöser; die Vorlaufzeit kann auf zwei Sekunden (mit Spiegelvorauslösung) oder zehn Sekunden (jederzeit abbrechbar) eingestellt werden;
6. Mehrfachbelichtung („ME“, engl. Multiple Exposure); die Anzahl der Belichtungen ist nicht begrenzt, der Datenmonitor zählt jedoch nur die ersten neun von M1 bis M9 mit.

Die Bildrate bei Dauerauslösung kann mit der „ADJ“-Taste in zwei Stufen („Hi“ für Speed Priority und „Lo“ für Silence Priority) konfiguriert werden.
Die Belichtungsreihenautomatik wird bei den Spezialfunktionen mit der „ADJ“-Taste an der rechten Gehäuseseite konfiguriert; eingestellt werden können pro Motiv drei, fünf oder sieben unterschiedliche Belichtungen in Schritten von 0,3, 0,5, 0,7 oder 1,0 EV. Diese Einstellungen können unabhängig voneinander für Dauerlicht- (BR) und Blitzlicht-Belichtungsreihen (FBR) vorgenommen werden. In Programmautomatik P werden bei Dauerlichtaufnahmen sowohl Zeit und Blende angepasst, in den Belichtungsmodi S und Ps die Blende, in den Modi A, Pa und M hingegen die Zeit. Möchte man stattdessen im M-Modus die Blende verstellen (z. B. in Verbindung mit Studioblitzanlagen), kann man während der ersten Aufnahme der Belichtungsreihe zusätzlich die „AEL“-Taste drücken. Bei Blitzbelichtungsreihen mit Systemblitzgeräten erfolgt die Belichtungsanpassung stattdessen über eine Anpassung der Blitzstärke. Die gewünschte Reihenfolge der einzelnen Belichtungen einer Serie kann über die Individualfunktion 11 konfiguriert werden. Belichtungsreihen mit Einzelbildauslösung sind auch über einen Filmwechsel hinweg möglich.
Eine Spezialität ist die kameraunterstützte Teilbelichtung von Filmen (engl. Mid-Reload-Funktion), eine Möglichkeit, die zuvor nur im Advanced Photo System realisiert wurde. Dabei kann ein teilbelichteter Film an beliebiger Position zurückgespult und ein anderer Film eingelegt und belichtet werden; man muss sich nur die Anzahl der bisher belichteten Bilder merken. Diese wird beim Belichten des Restes des ersten Filmes über die „ADJ“-Taste eingestellt und automatisch an die noch unbelichtete Bildposition vorgespult. Das alles kann auch manuell geschehen, so lange beim Rücktransport nicht die Filmzunge in die Patrone eingezogen wird (per 'Individualfunktion 3 konfigurierbar), die Mid-Reload-Funktion ist jedoch komfortabler und präziser, da sie Film spart.
Über die Individualfunktion 2 kann festgelegt werden, ob die Kamera den Film bei Erreichen des Filmendes automatisch zurückspult oder vorher auf einen Druck der Rückspultaste wartet, so dass eine günstige Gelegenheit abgewartet werden kann, ob die Filmzunge (z. B. für die Mid-Reload-Funktion oder die Entwicklung im eigenen Labor) außerhalb der Patrone verbleiben oder in diese eingezogen werden soll, und ob die Rückspulung „schnell“ (etwa sechs Sekunden für einen 36er-Film) oder „leise“ erfolgen soll (Individualfunktion 12). Durch einen kurzen Druck auf die Rückspultaste während der Rückspulung kann die Geschwindigkeit auch noch ad hoc an die Situation angepasst werden, ebenso ist ein „Notabbruch“ der Rückspulung durch vorzeitiges Ausschalten der Kamera jederzeit möglich.

## Energieversorgung

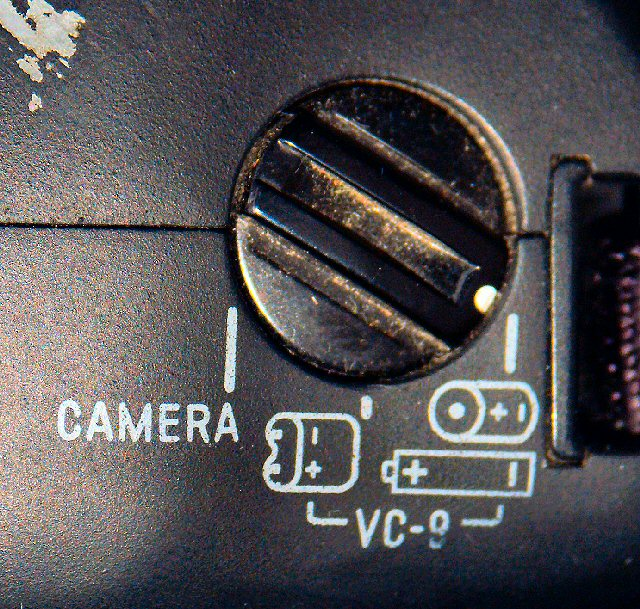
Wahl der Energieversorgung am Hochformatfunktionsgriff VC-9

Von Hause aus wird die Dynax 9 mit zwei Lithium-Batterien vom Typ CR123A (kompatibel: DL123A, K123LA und EL123AP) mit einer Spannung von 6 Volt (= 2 x 3 Volt in Serie) versorgt, die nicht durch Akkus ersetzt werden können. Über den als optionales Zubehör erhältlichen Hochformatfunktionsgriff VC-9 lässt sich eine größere Flexibilität bei der Wahl der Stromversorgung erreichen. Die kameraeigenen Batterien können dabei in der Kamera verbleiben und zusätzlich zu den – je nach Batterietyp – bis zu zwei Batteriesätzen im Griff genutzt werden, so dass insgesamt bis zu drei Energiequellen gleichzeitig zur Verfügung stehen.

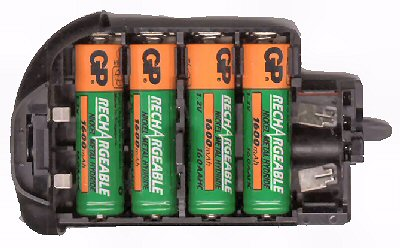
Batterieeinsatz des Hochformatfunktionsgriffs VC-9 (hier mit Mignon-Zellen bestückt)

Neben den Batterien vom Typ CR123A können dann auch Lithium-Batterien vom Typ 2CR5 sowie Mignon-Zellen (Typ AA) genutzt werden. Von letzteren verlangt die Dynax 9 vier Zellen, dabei können sowohl Alkaline-Mangan-Batterien als auch Nickel-Cadmium- oder Nickel-Metallhydrid-Akkus eingesetzt werden. Alkali-Mangan- oder normale NiMH-Zellen liefern die besten Ergebnisse bei Temperaturen nicht unter 0 °C, bei Minusgraden sind dagegen Nickel-Cadmium- oder spezielle NiMH-Akkus besonders gut geeignet. Für einen prompten Filmtransport und schnelle Blitzfolgezeiten ist ein möglichst geringer Zelleninnenwiderstand erstrebenswert; wird die Kamera nicht ständig benutzt, sollte man auch auf eine möglichst geringe Selbstentladung der Zellen achten.
Mit einem Kamerabatteriesatz können laut Minolta typischerweise 30 Filme à 36 Bilder belichtet werden, Mignon-Zellen im VC-9 reichen demnach für 45 Filme à 36 Bilder; realistischer ist dagegen die Hälfte (stark nutzungsabhängig), zumindest aber über 400 Bilder. Mit einem zweiten Akkusatz erzielt man bereits einen hohen Grad an Unabhängigkeit von einer Steckdose.

## Besonderheiten

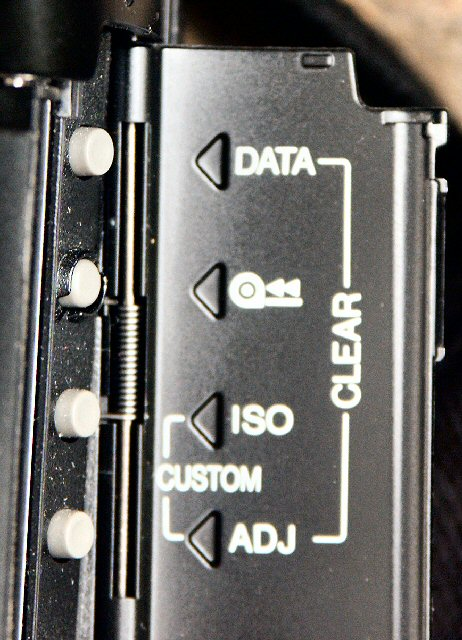
Spezialfunktionen hinter Abdeckkappe

Zu den weiteren Besonderheiten der Kamera gehört der 100-Prozent-Sucher (sog. Vollbildsucher) mit auswechselbaren Mikrowabenscheiben, integrierten Individualfunktionen für die Anpassung der Kamera an individuelle Benutzerwünsche sowie die Möglichkeit der Speicherung fototechnischer Daten sowie einem ebenfalls optionalen Hochformatfunktionsgriff VC-9 für Hochformataufnahmen und zusätzliche Stromversorgungsoptionen mit Mignon-Batterien oder -Akkus.
Die Dynax 9 kann auch ohne Systemzubehör die fototechnischen Daten (Blende, Verschlusszeit, Brennweite, effektiv wirkende Blitz- und Dauerlichtbelichtungskorrektur (ggfs. unter Einbeziehung einer laufenden (Blitz-)belichtungsreihe), Belichtungsfunktion und Belichtungsmessmethode) von bis zu sieben Filmen à 36 Aufnahmen speichern; die Daten können über den Datenmonitor auf der Gehäuseoberseite abgerufen, jedoch nicht aus der Kamera ausgelesen werden. Wer die Aufnahmespezifikationen benötigt, muss diese manuell abschreiben.
Mit der als Zubehör erhältlichen Datenrückwand DM-9 lässt sich diese Funktionalität sowohl automatisieren als auch erweitern. Die DM-9 speichert die o. g. Parameter sowie einige weitere wie Uhrzeit und Datum (insgesamt 18) von bis zu 400 Filmen à 36 Aufnahmen auf einer FAT12-formatierten SmartMedia-Speicherkarte mit einer Kapazität von 2 (oder 4) Megabyte. Mit 8- (oder 16-)Megabyte-Speicherkarten erhöht sich die Speicherkapazität auf 900 Filme. Größere Karten sind laut Spezifikation nicht einsetzbar. Die Karte kann problemlos am PC ausgelesen und dort weiterverarbeitet werden. Als Datenformat wird eine universell verwendbare, per Tabulatorzeichen getrennte Textdatei verwendet. Darüber hinaus kann die DM-9 auch eine Auswahl aus einer Gruppe von sieben Parametern registergenau in die Filmstege einbelichten, ohne dass die Informationen auf den Bildern selbst sichtbar werden. Eine reine Datenrückwand gibt es unter dem Namen QD-9.

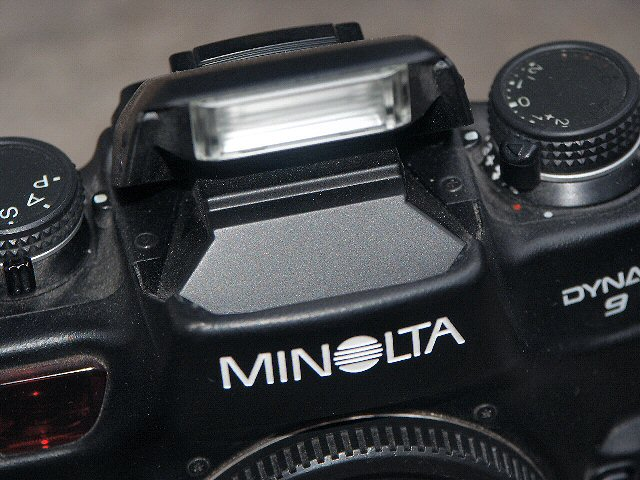
Internes Blitzgerät

Erstmals wurde in eine Kleinbild-Spiegelreflexkamera für den Profibereich ein Blitzgerät in das Kameragehäuse integriert. Es verfügt über Leitzahl 12 bei ISO 100/21° und leuchtet Motive mit Objektiven bis zum Weitwinkel mit 24 mm aus. Der Sinn eines solchen Ausstattungsmerkmals in einer professionellen Kamera ist umstritten, nützlich ist er in jedem Falle in der Studiofotografie, da er drahtlos fernsteuerbare externe Blitzgeräte oder eine Blitzanlage auslösen kann. Eingeklappt liegt der Blitz gut geschützt in einer Gehäusemulde und ist so - dem Profianspruch gerecht werdend - kaum gefährdet, beschädigt zu werden.

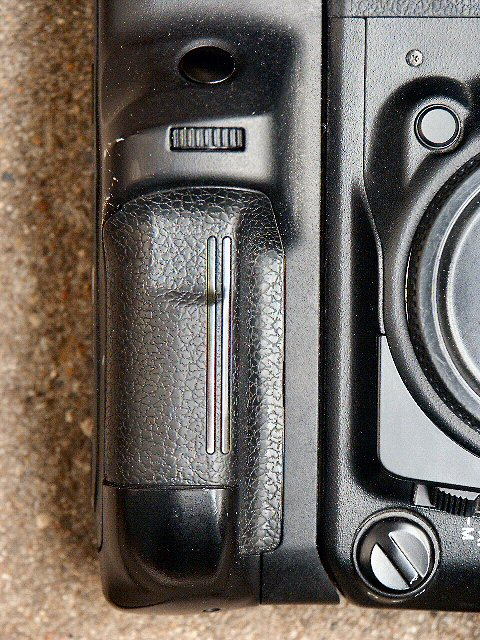
Hochformathandgriff am Hochformatfunktionsgriff VC-9

Der Hochformatfunktionsgriff VC-9 bietet neben den zusätzlichen Möglichkeiten der Energieversorgung auch eine verbesserte Griffigkeit sowie einen Hochformathandgriff mit vollständigem Satz an Kontrollelementen; sowohl der Auslöser als auch beide Wahlräder und die „AEL“- und „AF“-Tasten werden dupliziert. Der ursprüngliche, recht schwere VC-9 wurde später durch eine leichtere Ausführung aus einer Magnesium-Legierung ergänzt (VC-9M).
Als Profikamera ist die Dynax 9 einsatzfähig unter extremen Temperaturen. Als zulässigen Arbeitstemperaturbereich gibt Minolta −20 bis +50 °C an. Diese Temperaturen erreicht man beispielsweise leicht zur Mittagszeit in der libyschen Wüste. Das schwarze Gehäuse heizt sich dann sehr rasch auf, arbeitet jedoch – im Gegensatz beispielsweise zu Objektiven von Sigma – absolut zuverlässig. (Berichten von Expeditionsteilnehmern zufolge arbeitet die Kamera auch noch bei −30 °C zuverlässig, wenn auch außerhalb ihrer offiziellen Spezifikation.)
Die Dynax 9 kann mit insgesamt 21 sogenannten Individualfunktionen an die Präferenzen des Fotografen angepasst werden. Beispielsweise kann die Funktion einiger Tasten umkonfiguriert oder das Verhalten der Filmrückspulung (schnell und laut oder langsam und leise) konfiguriert werden. Die Dynax 9Ti bietet 23 Individualfunktionen sowie einen zusätzlichen vierten Eintrag unter Funktion 18. In Verbindung mit dem SSM-/ADI-Upgrade kommt bei beiden Modellen ein zusätzlicher vierter Eintrag unter der Individualfunktion 20 hinzu. Bei Dynax 9-Gehäusen aus späteren Produktionschargen sowie solchen Exemplaren, bei denen das SSM-/ADI-Upgrade durchgeführt wurde, lassen sich über einen undokumentierten Trick auch die Sonderfunktionen der Dynax 9Ti freischalten.

## Objektivsystem

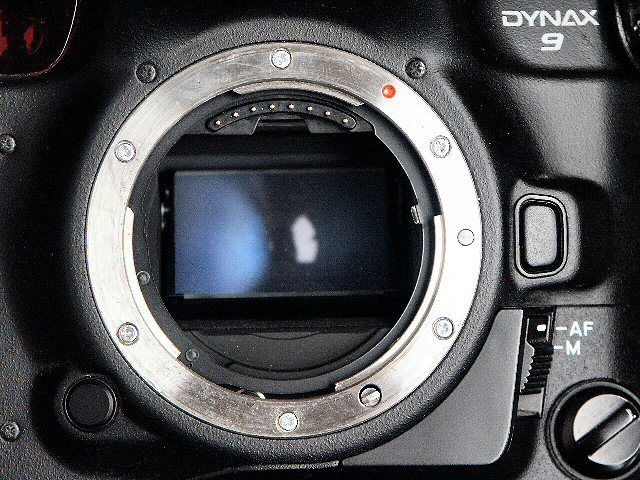
Objektivbajonett mit Steuerkontakten

Zum Anschluss von Wechselobjektiven setzt Minolta auf das 1985 mit der Minolta 7000 AF eingeführte A-Bajonett, das 2004 von Konica Minolta weitergeführt und 2006 von Sony für das Sony-α-System übernommen wurde. Das Bajonett selbst besteht aus schmiermittelimprägniertem rostfreien Sinterstahl; der Objektivwechsel erfolgt durch Drücken der Bajonettentriegelung, gefolgt von einer Drehung um 54°. Das Auflagemaß, also der Abstand zwischen Objektivanlage und Filmebene, beträgt 44,50 mm. Der Datenaustausch zwischen Objektiv und Kameraelektronik erfolgt über acht vergoldete, angefederte Kontaktstifte. Ältere Gehäuse und Objektive verfügen über nur fünf Objektivkontakte.
Die Dynax 9 und Dynax 9Ti unterstützen grundsätzlich alle existierenden Objektive mit A-Bajonett von Minolta, Konica Minolta, Sony und Zeiss. In wenigen Fällen ergeben sich geringfügige funktionale Einschränkungen, so etwa leuchtet der Bildkreis der DT-Objektive für APS-C-DSLRs nicht das volle Kleinbildformat aus, bei xi- und Power Zoom-Objektiven stehen nur die Basisfunktionen sowie motorisches Zoomen und Scharfstellen, die Auto Compact-Funktion und die Brennweitenanzeige im Sucher zur Verfügung, und SSM- und SAM-Objektive lassen sich ohne das SSM-/ADI-Upgrade nur bei manueller Fokussierung benutzen. Selbst mit diesem Upgrade ist ADI-Blitzbetrieb nur in Verbindung mit Objektiven möglich, die über einen eingebauten Entfernungsencoder verfügen. Einige Objektive von Fremdherstellern zeigen zudem Kompatibilitätsprobleme, die dann aber auch viele andere Gehäuse betreffen.
Die AF-Objektivpalette von Minolta ist über Jahrzehnte gewachsen; sie reicht von einem Fisheye-Objektiv mit 16 mm bis zu einem Superteleobjektiv mit einer Brennweite von 600 mm (8 mm bis 1000 mm, wenn man kompatible Systemobjektive von Fremdherstellern mitzählt) und umfasst auch zahlreiche sehr hochwertige Spezialobjektive wie Spiegeltele-, Softfocus-, Makro- und Lupenobjektive wie das AF Macro Zoom 3×-1× 1:1,7-1:2,8/45-52 mm, das einen Abbildungsmaßstab von 1:1 bis 3:1 (also dreifache Vergrößerung!) erreicht. Ebenfalls eine Minolta-Spezialität ist das Smooth Trans Focus STF 1:2,8/135 mm [T4,5-T6,7], bei dem sich über einen Apodisationsfilter der Unschärfebereich gezielt beeinflussen lässt. Seit 2006 erweitern auch diverse ZA-Objektive von Zeiss das Angebot.
Über T2-Adapter von Fremdherstellern lassen sich auch beliebige Mittelformatobjektive (Zörk) sowie Mikroskope und Teleskope an die Dynax 9 anschließen. Ebenfalls verfügbar sind M42-Adapter für Objektive mit Wechselgewinde und Adapter für MF-Objektive von Minolta, Nikon, Pentax u. a.
Interessant für die Mikrofotografie ist Zörkendörfers Mini-Makro-Schnecke, Balgengeräte von Novoflex und Zwischenringe von Soligor/Kenko. Weitere Spezialitäten von Fremdherstellern sind Multi-Focus-Systeme zur Schärfedehnung nach Scheimpflug sowie Panorama-Shift-Adapter, außerdem Shift- und Tilt-Objektive von Schneider Kreuznach, Hartblei, BIG und Samyang.

## Blitzsystem
Die Dynax 9 ist vollständig in das sehr flexible und hochentwickelte Minolta-AF-Blitzsystem integriert.
Für besonders zuverlässige Belichtungsergebnisse kombiniert die Kamera je nach Betriebsmodus die klassische Minolta-TTL-Direktmessung (engl. Direct TTL Flash) nach dem Prinzip der Messung des vom Film zurück in den Spiegelkasten reflektierten Lichts (TTL-OTF) mit einer Vorblitzmessung (engl. Preflash TTL aka P-TTL). Dabei nutzt die Kamera in Verbindung mit dem TTL-Vorblitz unmittelbar vor der eigentlichen Aufnahme bei noch heruntergeklapptem Spiegel die 14 Silizium-Messzellen der Wabenfeldmessung im Suchergehäuse zur Wichtung und realisiert während der Belichtung selbst über entsprechende Silizium-Messzellen im Spiegelkasten wahlweise eine 4-Zellen-Mehrfeld-Blitzmessung, Integral-Blitzmessung und – erstmals – eine Blitz-Spot-Messung.
Der interne Blitz oder die jeweiligen externen Systemblitzgeräte unterstützen sowohl Voll- als auch Aufhellblitz sowie Blitz-Programmautomatik, Blitz-Zeitautomatik, Blitz-Blendenautomatik und manuelles Blitzen.
In Verbindung mit der "AEL"-Taste ist eine Langzeitblitzsynchronisation (engl. Slow Sync) möglich. Die Synchronisation auf den zweiten Verschlussvorhang (engl. Rear Flash) wird ebenso unterstützt, wie eine Verhältnissteuerung (engl. Ratio Flash) zwischen mehreren Blitzgerätegruppen, auch drahtlos.
Der interne Blitz unterstützt auch einen speziellen Vorblitzmodus gegen "rote Augen" (engl. Red Eye Reduction). Entsprechend ausgestattete Systemblitzgeräte bieten zusätzliche Funktionen wie Stroboskop-Blitz oder Einstelllicht.
Bei gedrückter Abblendtaste und in Verbindung mit dem Zwei-Sekunden-Selbstauslöser sowie bei Synchronisation auf den zweiten Verschlussvorhang steht die 4-Zellen-Mehrfeld-Blitzmessung nicht zur Verfügung und die Kamera schaltet ggfs. automatisch auf Integral-Blitzmessung um.
Beim drahtlosen Blitzen über das eingebaute Blitzgerät oder einen montierten Wireless Remote Flash Controller wird immer mit 1⁄60 Sekunde synchronisiert, beim direkten Blitzen über den eingebauten Blitz, aufgesteckte Systemblitzgeräte oder das Blitzkabelsystem sind Verschlusszeiten von bis herab zu einer 1⁄300 Sekunde möglich. Daneben wird mit entsprechend ausgerüsteten Systemblitzgeräten kabelgebunden auch die proprietäre Kurzzeitblitzsynchronisation (HSS für engl. High Speed Synchronisation) unterstützt, durch die mit Verschlusszeiten bis herab zur 1⁄12000 Sekunde geblitzt werden kann.
Ist eine Vorblitzmessung nicht möglich oder sinnvoll (z. B. weil das interne Blitzgerät bzw. ein externes Blitzgerät vor der HS-Serie verwendet wird, wenn „H“/„HSS“ im Blitzgerät deaktiviert wurde, in Verbindung mit dem Zwei-Sekunden-Selbstauslöser, bei Synchronisation auf den zweiten Verschlussvorhang oder im TTL-Drahtlosbetrieb) oder ist aus anderen Gründen keine Vorblitzmessung gewünscht (etwa bei der Fernzündung von lichtservogekoppelten Blitzanlagen, bei der Arbeit mit Blitzbelichtungs- oder Farbmessern, unter Beleuchtung von Fluoreszenzlampen, mit Filtern oder um Lidreflexe besonders empfindlicher Personen bei Porträts zu vermeiden), so kann die Kamera auch mit dem klassischen TTL-OTF-Verfahren ohne Vorblitz arbeiten. Während der Kurzzeitsynchronisation ist der Verschluss hingegen nie vollständig geöffnet, deshalb muss sich die Kamera hier ganz auf eine Vorblitzmessung (ohne TTL-OTF-Unterstützung) allein verlassen.
In Verbindung mit dem SSM-/ADI-Upgrade (s. u.) unterstützt die Kamera auch das ADI-Blitzverfahren (engl. Advanced Distance Integration), bei dem zusätzlich die Entfernungsinformation von neueren Objektiven mit eingebautem Entfernungsencoder ausgewertet wird, um die Blitzleistung zu steuern und natürliche Blitzresultate auch bei unter- oder überdurchschnittlich starker Reflektivität des Hauptmotivs zu garantieren (z. B. Blitzen in Spiegel oder mit einem partiell störenden Hindernis im Vordergrund). In Verbindung mit dem eingebauten Blitzgerät kombiniert die Kamera dabei ADI immer mit TTL-OTF (ohne Vorblitz), in Verbindung mit einem aufgesteckten ADI-tauglichen Systemblitzgerät arbeitet ADI hingegen auch mit Vorblitz. Mit entfernten Blitzgeräten ist ADI (auch via TTL-Blitzkabel) nicht möglich, da die Kamera dann aus den Daten des Entfernungsencoders im Objektiv nicht auf die Entfernung des Blitzgerätes zum Objekt schließen kann.
Sämtliche Original-AF-Blitzgeräte (d. h. die AF-, i-, xi-, HS-, HS(D)-Serien sowie 2500(D), SF-1, Wireless Remote Flash Controller und Macro Flash Controller MFC-1000), deren Anbau- und Zubehörteile und die TTL-Blitzkabel sind im Rahmen der Fähigkeiten der jeweiligen Geräte in vollem Umfang verwendbar; lediglich die speziell für die Dynax 3000i konstruierten Miniblitzgeräte D-314i und D-316i sind nicht kompatibel, der Datenempfänger DR-1000 kann zwar die Kamera fernauslösen, aber keine vom Flash Meter IV empfangenen Belichtungsdaten in die Kamera übertragen, und bei den Blitzgeräten der ersten AF-Generation, die über einen FS-1100-Adapter angeschlossen werden müssen, funktioniert das AF-Hilfslicht des Blitzgerätes nicht. Der Control Grip CG-1000 passt mechanisch nicht und muss ggfs. vor der Montage modifiziert und per Kabel angeschlossen werden. Die Sony-Blitzgeräte HVL-F36AM, HVL-F56AM und HVL-MT24AM lassen sich ohne Einschränkungen verwenden, mit der Ausnahme, dass der Makroringblitzkopf 1200AF bzw. R-1200 sich elektrisch nicht an den HVL-MT24AM montieren lässt und stattdessen die Control Unit 1200AF oder der MFC-1000 verwendet werden müssen. Spätere Sony-HVL-AM-Blitzgeräte wie das HVL-F20AM, HVL-F42AM, HVL-F43AM und HVL-F58AM unterstützen das TTL-OTF-basierte Drahtlosblitzprotokoll der Filmgehäuse nicht mehr, lassen sich aber ansonsten nach wie vor einsetzen. Blitzgeräte mit Sonys 2012 neu eingeführten Multi-Interface-Blitzschuh (wie der HVL-F60M) lassen sich über den ADP-AMA-Adapter oder das Blitzkabelsystem anschließen, sofern das Blitzgerät die entsprechende Buchse bietet.

## Kritik

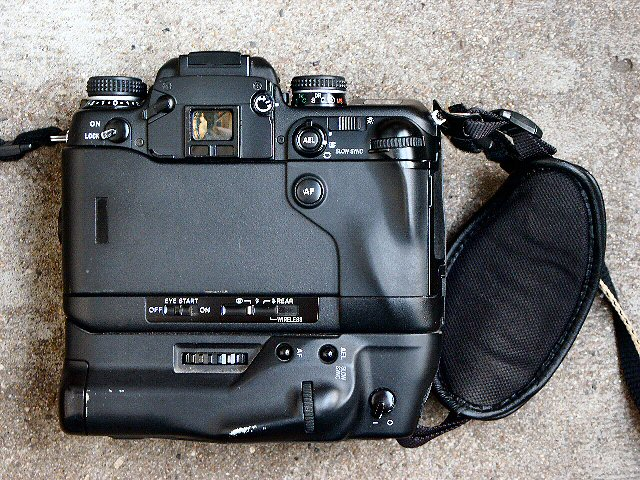
Rückansicht (hier ohne Augenmuschel EC-9, aber mit Hochformatfunktionsgriff VC-9 und Handschlaufe HS-1)

Neben den ausführlich dargestellten Vorteilen der Dynax 9 gibt es wenige mehr oder minder gravierende Ärgernisse:
- Dies ist zum einen der Drehring für die Blitzbelichtungskorrektur unterhalb des linken Drehknopfes, der sich unter ungünstigen Voraussetzungen in der Kameratasche oder -rucksack verstellen kann. In stärkerem Maße gilt dies jedoch für den ursprünglich sehr leichtgängigen und nicht arretierbaren Funktionswähler unterhalb des rechten Drehknopfes für die Belichtungsautomatik. In späteren Chargen der Dynax 9 sowie bei der Dynax 9Ti ist dieser Wahlschalter schon ab Werk deutlich schwergängiger ausgeführt. Bei den frühen Exemplaren lässt sich das Rastverhalten der Drehknopfe jedoch leicht vom Minolta-Service anpassen. Die Möglichkeit der Anpassung gibt es natürlich auch für Besitzer späterer Gehäusechargen, die das ursprünglich leichtgängigere Rastverhalten bevorzugen.
- Vielfach als störend empfunden werden die spartanischen Anzeigen der Dynax 9. Zwar werden alle wichtigen Zustände entweder eindeutig angezeigt oder sind direkt am jeweiligen Schalter ablesbar, aber oft wünscht man sich vollumfängliche Sucheranzeigen, die alle Informationen auf einen Blick enthalten. Als Gegenargument wird oft herangeführt, dass die Kamera auf diese Weise sehr übersichtlich bleibt und nichts vom Motiv ablenkt, aber es wäre ein Leichtes gewesen, den Umfang der Anzeigen über eine weitere Individualfunktion einstellbar zu gestalten. Die Kamera verfügt über keine Sekundenanzeige im BULB-Modus oder während des Selbstauslöserablaufs.
- Die Kamera ist nicht für die Verwendung von Kleinbild-Sofortbild-Diafilmen (engl. Polaroid Polachrome / Polapan AutoProcess Instant Film) geeignet,[11] da die TTL-Blitzmessung dabei nicht zuverlässig arbeitet (dies gilt allgemein für alle Gehäuse mit Innenmessung) und sich die Filmzunge solcher Filme aufgrund der zusätzlichen Perforationen u. U. in der Aufwickelspule der Dynax 9 verhakeln kann (in Dunkelkammer / Wechselsack wieder lösbar). Allerdings waren diese speziellen Filme schon bei Erscheinen der Kamera nicht mehr weit verbreitet und sind längst vom Markt verschwunden.
- Die meisten Minuspunkte erntet die Dynax 9 im Vergleich zu ihrer jüngeren Schwester, der Dynax 7. Diese Kamera besitzt zwar nicht das robuste Gehäuse der Dynax 9, Sucher und Verschluss sind nicht so hochgezüchtet und auch der AF-Motor nicht so anzugsstark, aber technisch ist die Jüngere in nahezu allen Punkten einen guten Schritt weiter. Angefangen von ab Werk eingebauter Unterstützung für neuere Objektive mit eingebauten AF-Motoren (SSM etc.), dem verbesserten AF-Modul mit mehr Sensoren, dem ADI-Blitzbetrieb mit neuen (D)-Objektiven mit eingebauten Entfernungsencodern, dem im Kameragehäuse selbst eingebauten Entfernungsencoder für einfacheren ADI-Blitzbetrieb und Mehrfeldmessung auch ohne (D)-Objektive und in „MF“-Stellung, der automatischen AF-/MF-Umschaltung mit DMF-Rutschkupplung (engl. Direct Manual Focus) zur manuellen Übersteuerung der AF-Einstellung, dem verbesserten Mid-Reload, das jetzt auch für quer über den Film verteilte Mehrfachbelichtungen funktioniert, der Blendeneinstellung, die auch noch während der Abblendung möglich ist, der Anzeige der exakten Schärfentiefenbereiche und Abbildungsmaßstäbe während der Abblendung von (D)-Objektiven, der grafischen Darstellung der Helligkeitsverteilung über die einzelnen Waben der Mehrfeldmessung, der eingebauten STF-Funktion zur Erzielung besonders weicher Schärfe-Unschärfeübergänge, den benutzerdefinierbaren Konfigurationsspeicherplätzen, dem Program Shift mit „Endanschlag“, der nicht mehr über die für eine korrekte Belichtung gültigen Einstellbereiche hinaus möglich ist, sowie den schon angesprochenen deutlich umfangreicheren Sucher- und Monitoranzeigen, so wünscht man sich immer wieder einen Dynax 9-Nachfolger, ausgestattet mit den technischen Errungenschaften der Dynax 7. Da die Kameras vom Grundkonzept her sehr ähnlich sind, ist es verwunderlich, warum Minolta eine solche Kamera nicht herausgebracht hat – eine Nachfrage wäre da gewesen. Immerhin ließ sich SSM- und ADI-Unterstützung bei der Dynax 9 durch den Minolta-Service bzw. nach der Übernahme von KonicaMinolta noch eine Zeitlang durch Runtime Contract nachrüsten. Mittlerweile ist das aber Geschichte, auch Runtime Contract bietet keinen Kamera Service mehr an.[7][8] Die Kosten dafür beliefen sich 2003 bis 2008 auf 150 Euro plus Versandkosten und Mehrwertsteuer, bei Kaufnachweis für ein SSM-Objektiv rüsteten Minolta und Konica Minolta die Kameraelektronik bis 2006 kostenlos um, Sony übernahm die Kosten dafür aber in der Regel nicht mehr. Das SSM-/ADI-Upgrade war seit Herbst 2008 vergriffen. Aufgrund der anhaltenden Nachfrage nach diesem Upgrade wurde vom Minolta-Forum eine weltweite Initiative ins Leben gerufen, Sony zu einer Wiederaufnahme des Umrüstservice für die Dynax 9 zu bewegen,[17] die darin mündete, dass die weltweit letzten 200 Umrüstsätze seit April 2009 von Runtime Contract verarbeitet werden können, nun allerdings für 200 EUR plus Versandkosten und Mehrwertsteuer.[18]
- Ein weiteres generelles Desiderat ist das Fehlen eines Bildstabilisierungssystems bei den Spiegelreflexkameras von Minolta. Dieses wäre jedoch nur durch Stabilisatoren in den Objektiven möglich, nicht wie bei den neuen Konica Minolta- und Sony-DSLRs mit dem kamerabasierten AntiShake- („AS“) bzw. SteadyShot-System („SSS“ / „SSI“). Der Fremdhersteller Sigma bietet allerdings seit 2009 einige Vollformatobjektive mit integriertem „OS“-Bildstabilisator auch für das A-Bajonett an. Wiesen Sigma-HSM-Objektive anfangs Kompatibilitätsprobleme gerade in Verbindung mit SSM-fähigen Filmgehäusen wie der Dynax 9 auf, gibt es seit 2010 erste Meldungen, dass sowohl der HSM-Antrieb als auch der „OS“-Bildstabilisator aktueller Exemplare auch an der Dynax 9 mit SSM-Upgrade funktioniere. Da Sigma diese Eigenschaft jedoch nicht zusichert und ältere Objektivexemplare nicht kompatibel sind, sollte einer Anschaffung immer eine Einzelfallprüfung vorausgehen.
- Einige professionelle Anwender vermissen bei einer Kamera dieser Klasse diverse Spezialfunktionen und Zubehörteile: So etwa bietet die Kamera keine Möglichkeit für eine Schärfefalle oder Multi-Spot-Messungen und selbst die Datenrückwand DM-9 verfügt über keine Intervalometer- oder Zeitgeberfunktionen, sodass sich solche Anforderungen nur über den Fernbedienungsanschluss und externes Zubehör realisieren lassen, was aber keine gleichzeitige Kontrolle über den Kurvenverlauf der Belichtungsautomatiken ermöglicht, wie dies z. B. bei der Program Back Super 90 der Minolta 9000 AF der Fall war. Auch verzichtet die Dynax 9 auf Wechselsucher; jedoch ist dies ein Ausstattungsmerkmal, das bei Minolta der Minolta XM Motor vorbehalten war, und herstellerübergreifend bot auch keine andere Kleinbildspiegelreflexkamera nach der Dynax 9 noch eine solche Möglichkeit. Vom Benutzer selbst wechselbare Einstellscheiben und die Möglichkeit, eine Sucherlupe und Winkelsucher extern zu montieren, entkräften diesen Punkt zumindest zum Teil. Zuletzt sei erwähnt, dass Minolta auch kein Langfilmmagazin für die Kamera anbot, wie es noch bei der Minolta 9000 AF mit der EB-90 der Fall war. Für die schnelle Belichtungskontrolle während der Studioarbeit wurde von NPC eine Polaroid Proofing Back namens NPC Forscher ProBack II Custom MAX 9 für Sofortbild-Packfilme angeboten.